# Bachodirzjon Sultonov
Bachodirzjon "Bachodir" Sultonov, född 15 januari 1985, är en uzbekistansk boxare som tog OS-brons i bantamviktsboxning 2004 i Aten. Sultonov deltog även i OS-boxningstävlingarna 2008 i Peking, dock utan att ta medalj. 

## Meriter

### Olympiska sommarspelen 2008
- Huvudartikel: Boxning vid olympiska sommarspelen 2008

| Tävlande              | Viktklass  | Sextondelsfinal      | Åttondelsfinal          | Kvartsfinal          | Semifinal            | Final                |
| Tävlande              | Viktklass  | Motståndare Resultat | Motståndare Resultat    | Motståndare Resultat | Motståndare Resultat | Motståndare Resultat |
| --------------------- | ---------- | -------------------- | ----------------------- | -------------------- | -------------------- | -------------------- |
| Bachodirzjon Sultonov | Fjädervikt | Lakra (IND) W 9–5    | Lomatjenko (UKR) L 1–13 | Gick inte vidare     | Gick inte vidare     | Gick inte vidare     |